# Eerste Spaanse Republiek
De Eerste Spaanse Republiek (Spaans: Primera República Española) ontstond toen het Spaanse parlement op 11 februari 1873 de republiek uitriep na de troonsafstand van koning Amadeus I.

## Geschiedenis

### Achtergrond
Een revolutie in september 1868 leidde tot de afzetting en vlucht van koningin Isabella II. De aanleiding was het beleid van eerste minister Leopoldo O'Donnell (1858-1866). Zijn imperialistische politiek bracht het land op de rand van het bankroet. Zijn opvolger Ramón Narváez was gekend voor zijn repressief beleid en zijn brutale optreden tegen opstandelingen. Toen hij in 1868 stierf, brak de revolutie uit onder leiding van Francisco Serrano en Juan Prim. In 1870 deed Isabella troonsafstand, waarna men Leopold van Hohenzollern-Sigmaringen de troon aanbood. Dit was tegen de wensen van de Franse keizer Napoleon III (het was zelfs de directe aanleiding tot de Frans-Duitse Oorlog). Daarom werd Amadeus I, zoon van Victor Emanuel II van Italië, verkozen tot Spaanse koning door de Cortes. Die zag ertegen op maar werd door het Italiaanse kabinet gedwongen zijn verkiezing te aanvaarden.
Koning Amadeus kreeg te maken met een zeer onstabiele politiek, republikeinse tegenstand, Carlistische opstanden in Baskenland en Catalonië (zie ook Derde Carlistenoorlog), separatisme in Cuba (Tienjarige Oorlog 1868-1878), verschillende opstanden door het gehele land (vooral de Kantonnale opstand in Cartagena en anarchistische arbeidersopstanden in Andalusië), regeringen in ballingschap en moordaanslagen op bondgenoten (Juan Prim in 1870) en hemzelf (zijn koets werd op 18 augustus 1872 beschoten) ondermijnden zijns inziens iedere mogelijkheid om Spanje te leiden. Hij weigerde echter de absolute macht te grijpen en zijn vader Victor Emanuel steunde hem hierin. Op 11 februari 1873 gaf hij er de brui aan en abdiceerde (na zijn aftreden had hij het Spaanse volk "onregeerbaar" verklaard). Nog diezelfde avond werd de Eerste Spaanse Republiek uitgeroepen, die dan ook al vanaf het begin met zware problemen kampte.

### Interne problemen

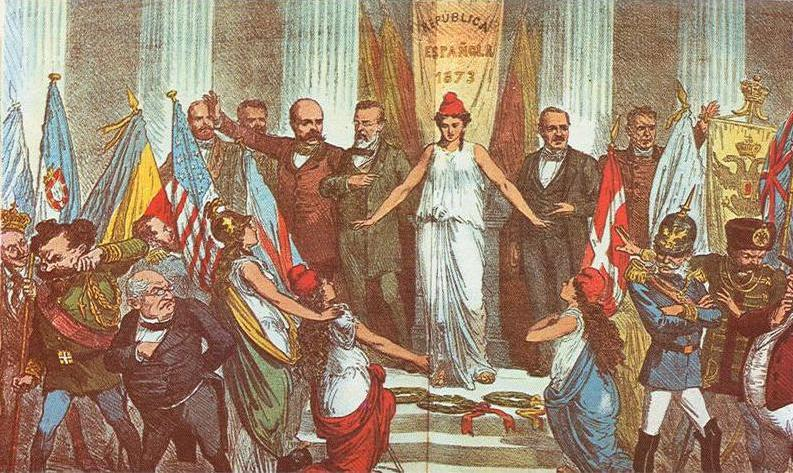
Republieken zoals Frankrijk, de Verenigde Staten en Zwitserland loven de Eerste Spaanse Republiek, terwijl 's werelds monarchieën haar afwijzen.

Conflicten in de Eerste Republiek:
Carlistische bolwerken
Kantonnale opstanden

Spanje leek een "republiek zonder republikeinen" te zijn; monarchisten, carlisten en anarchisten hadden allemaal andere ideeën over wie de macht diende te hebben. Bovendien was de kleine groep republikeinen in de Cortes Generales (het Spaanse parlement) die de regering van het land op zich trachtte te nemen diep verdeeld tussen federalisten en unitaristen: moesten de regio's meer zelfbestuur krijgen voor een efficiëntere overheid, of voedde dit slechts separatisme en vereiste grote instabiliteit juist een strak centraal gezag? De Cortes slaagden er niet in om de voorgenomen federale grondwet en een democratische staatsstructuur effectief in te voeren, en op 3 januari 1874 eiste kapitein-generaal Manuel Pavía na een machtsgreep dat er een regering van nationale eenheid diende te komen. Hieraan mochten echter geen federalisten of carlisten deelnemen, en monarchisten en gematigde unitaristische republikeinen weigerden ook, dus bleef er opnieuw een smal politiek draagvlak over dat gevonden werd bij de radicale unitaristische republikeinen en de constitutionalisten. Serrano, eigenlijk een monarchist, vervulde daarop het presidentschap tot december terwijl hij poogde de financiën op orde te brengen; het parlement werd ontbonden. Serrano kon zijn regering echter niet tot eenheid brengen en in de eerste helft van 1874 was de militaire greep van de Republiek op het land het zwakst doordat Carlisten grote delen van Noord- en Oost-Spanje hadden ingenomen. De Kantonnale opstanden werden wel definitief beëindigd met de onderwerping van Cartagena op 13 januari 1874, al bleef er veel onrust heersen in Zuid-Spanje. Pas in de tweede helft van 1874 leek het leger van de Republiek ook tegen de Carlisten aan de winnende hand.
Op 29 december 1874, 23 maanden na de uitroeping van de Republiek, werd het koninkrijk hersteld toen brigadegeneraal Arsenio Martínez Campos zijn steun uitsprak voor Alfons XII, waarna de regering uit elkaar viel en Alfons tot koning werd uitgeroepen.

## Presidenten
- Estanislao Figueras: 11 februari tot 11 juni 1873
- Francesc Pi i Margall: 11 juni tot 18 juli 1873
- Nicolás Salmerón: 18 juli tot 6 september 1873
- Emilio Castelar: 6 september 1873 tot 3 januari 1874
- Francisco Serrano y Domínguez: 3 januari tot 29 december 1874